# Indio Rangel
Francisco José Rangel (Puerto de Nutrias, Barinas, Capitanía General de Venezuela, Imperio Español, 1795-Aragua, Venezuela, 14 de marzo de 1847), más conocido como Indio Rangel, fue un militar y político venezolano de ascendencia indígena. Natural de Nutrias, fue un soldado del general Pedro Zaraza en la guerra de independencia y participó junto a Ezequiel Zamora en la insurrección campesina entre 1846-1847.

## Biografía
Francisco José Rangel "Indio Rangel" al culminar la guerra de independencia se dedicó a la labranza en los valles de Manaure, defendió al gobierno constitucional en la Revolución de las Reformas, Rangel trabajaba en tierras de la familia Tovar, se casó con la hija de Juan Castillo en la población de Guigue, en este periodo se suma al partido Liberal y por esta causa fue expulsado de las haciendas donde cultivaba, fue comisario de Timbique y Tacasuruma y participa activamente en los comicios de 1846 en Magdaleno. La inhabilitación a la participación de los liberales a la elección y las acciones intimidatorias de los conservadores provocó el levantamiento donde participó Rangel.
Así lo describe Laureano Villanueva: “Era un indio como de 50 años, chato de manos y pies grandes y gruesos, muy empulpado, lampiño, y de estatura mediana: solía andar desnudo de la cintura para arriba: y usaba un trabuco enorme con 40, 50 y aun 60 guimaros. Tenía el vigor, la astucia, agilidad y fuerza de los tigres. Escalaba las sierras a saltos, y se escondía en los bosques, sin que a nadie fuera darle encuentro”.

### Insurrección campesina
Rangel tendría 50 años cuando se levantó el 1 de septiembre de 1846 reuniendo desde Pacarauma y Manaure más de 300 hombres para tomar Guigue, de allí avanza a Panecito, Amapola, Milagro, Florida, hasta llegar a Yuma el 3 de septiembre, en los enfrentamientos se destacaron José Bernardo Masabé, Socorro Masabé (comisario de Guambra) y Tiburcio Barrios; en los Llanos del Guárico se destacaron Zoilo Medrano, Jesús González, El"Agachado", y los hermanos Rosario y Concepción Herrera, amplió el radio de acción a la Sierra de Carabobo y zonas adyacentes al Lago de Valencia, donde estaban ubicadas las haciendas de Ángel Quintero (Paecista) preparó la ocupación del poblado de Magdaleno, y atacó El Pao donde consiguió armas y pertrecho para atacar una de las principales ciudades estratégica de los valles de Aragua, la ciudad de Cura o Villa de San Luis. Actualmente Villa de Cura, el general Judas Tadeo Piñango fue enviado por el presidente Carlos Soublette previniendo el ataque de los “facciosos” a Villa de Cura, la magnitud del alzamiento y la suma de campesinos alarmó al gobierno central y mando refuerzo a todas las guarniciones del centro del país, donde sumó las compañías de San Juan de Los Morros con el mando del capitán Benito Estelles y las milicias de San Pedro con el capitán Jorge Racamonte.
El encuentro frontal con las fuerzas del gobierno dio importantes bajas de bando y bando, que obligó al bando de Rangel a retroceder hacia Magdaleno, sin embargo el general José Antonio Páez había salido un día antes de Maracay a Magdaleno con un fuerte contingente armado para aplastar a los insurrectos, en este choque comenzó una dispersión, el Indio Rangel dio cuenta de la desventaja en una batalla frontal contra el gobierno, y retrocede hacia las sierra de Carabobo rumbo al Valle de Manaure, donde instala su cuartel para recomponerse y reagruparse, la ventaja de este paraje es el control de los principales poblados de producción agrícolas de la región central, El Pao, Tiznados, Tacusuruma, Cura. Páez coloca su cuartel general en Maracay y manda al capitán Jorge Racamonte entrar en Magdaleno que lo lleva a cabo el 3 de septiembre de 1846 de allí intenta dirigirse a Yuma, pero se consigue con caminos intransitables, puentes destruidos y pierde varios hombres por escaramuzas guerrillera, además de recibir noticias del alzamiento de los esclavos, desistió de avanzar y retrocede a Magdaleno declarando que todo territorio era enemigo. Luego que comenzó a difundirse el enfrentamiento en Villa de Cura por parte de Rangel, surgieron levantamientos inspirados en este, en las cercanías de Valencia, La Victoria, Guanare, Cagua, Tacarigua, Curiepe, Charallave, Barlovento, Capaya y Valles del Tuy, luego Barinas tomando un carácter de insurrección pero sin una organización ni dirigencia central. 
Para ocupar Güigüe aún en manos insurrectas, Paéz nombra al general León de Febres Cordero, Jefe de Operaciones para avanzar sobre este poblado controlado por el movimiento insurrecto, así mismo el gobierno central autorizó a José Tadeo Monagas conformar un ejército de tres mil hombres en Chaguaramas y a José Antonio Páez de seis mil en Maracay. Se colocaron 100 hombres armados y caballería en El Pao y El Baúl, así mismo la secretaria (ministerio) de interior emitió una comunicación que prohibió la prensa liberal y permitió encarcelamiento a periodistas y políticos de dicho partido, por violar el código de 1837.

### Encuentro con Zamora
En la sierra, Rangel supo del levantamiento de Ezequiel Zamora en Guambra, y decide sumársele, y en el sitio de Las Mulas se encuentran y pone sus fuerzas a las órdenes de él, en Las Guasduitas es nombrado Zamora "General del Pueblo Soberano" y este nombra a Francisco José Rangel como "Coronel en Jefe", de allí marchan juntos del sitio de Los Leones, a El Limón, donde se les suma el Coronel Francisco Guerrero.
Sin embargo, había diferencias entre Rangel y Zamora, en el trato a los vencidos donde Rangel era implacable, no obstante coincidían en la no convenía de permanecer más en los cerros, y tomar los Valles de Aragua y las costas para levantar los esclavos, por lo que debían dividir las fuerzas y atacar por distintos puntos. Decidido esto, Zamora parte con un grupo hacia El Limón, y Rangel permanece en la quebrada de Guacamaya. Zamora fue derrotado en El Limón, por las tropas del Gobierno, por falta de municiones.

### Fallecimiento
El indio Rangel se dirige al sitio del Paguito el 1 de marzo de 1847 donde es herido, sin municiones es capturado por Guillermo Blasco y asesinado en los Valles de Guambra el 14 del mismo mes y año, su cuerpo fue conducido a Villa de Cura. La cabeza de Rangel fue mutilada y conducida a Caracas en una lata, como mensaje del gobierno a los liberales que quisieran seguir su ejemplo, acto que rechazó el presidente José Tadeo Monagas quien había tomado el poder apenas 14 días.